# Komar egipski
Komar egipski (Aedes aegypti lub Aëdes ægypti) – gatunek komara z rzędu muchówek (Diptera).

## Morfologia
Przedstawiciele rodziny Culicidae (komarowate) posiadają smukłe ciało pokryte w większej części łuskami.
Na głowie znajdują się czułki. Służą one do wykrywania zapachów, u samców antenki są pierzaste i zawierają dodatkowo receptory słuchu. Na bokach głowy znajdują się złożone oczy. Samice posiadają długi aparat kłująco-ssący ze szczecinkowatymi żuwaczkami i szczękami. Samce nie posiadają aparatu kłującego. Przedstawiciele komara egipskiego są znacznie mniejsze od innych komarów, osiągają długość 3–4 mm. Ponadto posiadają oznakowanie w kształcie liry na tułowiu i białe pierścienie na odnóżach.

## Występowanie
Początkowo komar egipski pochodził z Afryki, ale na skutek działalności człowieka rozprzestrzenił się na wszystkie tropikalne i subtropikalne regiony świata, między 45°N a 35°S szerokości geograficznej.

## Ekologia
Komar egipski występuje głównie w ciepłych i wilgotnych miejscach w pobliżu ludzkich siedzib, w miastach oraz wsiach. Dorosłe osobniki w ciągu dnia przebywają w ciemnych lub słabo oświetlonych miejscach np. w szafach. Samice odżywiają się rankiem lub późnym popołudniem głównie ludzką krwią, szczególnie pobierając ją z okolic kostki. Samce żywią się sokami owoców. Larwa żyje w wodzie i odżywia się planktonem.
Samice składają jaja w małych, czystych zbiornikach wodnych. Jaja mogą oprzeć się wysychaniu przez okres roku. Gdy zostaną zalane wodą, wylęga się z nich larwa. Gdy jest wystarczająco ciepło, larwa osiąga stadium poczwarki, które jest krótkotrwałe.
Dorosłe osobniki giną przy niskich temperaturach. Samice żyją około miesiąca, natomiast samce umierają wcześniej.

## Znaczenie w ochronie środowiska
Gatunek ten nie jest chroniony. Komar egipski jest nosicielem żółtej febry oraz dengi, która występuje u ludzi i małp w strefie subtropikalnej i tropikalnej wszystkich kontynentów.

## Znaczenie dla gospodarki
Komar egipski przez roznoszenie wirusa dengi jest odpowiedzialny za poważne problemy zdrowia publicznego, powodując znaczną śmiertelność oraz straty finansowe w większości regionów tropikalnych i subtropikalnych świata. Aby zapobiec rozprzestrzenianiu choroby stosowane są syntetyczne substancje chemiczne. Najbardziej popularną substancją jest DEET (N,N-dietylo-m-toluamid), który jest głównym składnikiem dostępnych w sprzedaży repelentów na całym świecie.

## Kierunki badań naukowych
Obecnie badane są możliwości zapobiegania rozprzestrzeniania wirusa dengi, którego wektorem jest komar egipski. Proponowane jest rozwiązanie minimalizujące koszty społeczne i ekonomiczne. Metoda ta polegałaby na stosowaniu środków owadobójczych tylko na początku sezonu, a następnie na kontroli biologicznej poprzez wprowadzenie sterylnych samców.